# Marquette (Michigan)
Marquette é uma cidade localizada no estado americano de Michigan, no Condado de Marquette. A cidade foi incorporada em 1850.
Marquette é a sede e a maior cidade do Condado de Marquette. A cidade tem um porto de grande importância no Lago Superior, principalmente no transporte de minério de ferro. A Universidade de Northern Michigan está localizada na cidade.

## Demografia
Segundo o censo americano de 2000, a sua população era de 19.661 habitantes.
Em 2006, foi estimada uma população de 20.488, um aumento de 827 (4.2%).

## Geografia
De acordo com o United States Census Bureau tem uma área de
50,1 km², dos quais 29,5 km² cobertos por terra e 20,6 km² cobertos por água. Marquette localiza-se a aproximadamente 288 m acima do nível do mar.

## Localidades na vizinhança
O diagrama seguinte representa as localidades num raio de 24 km ao redor de Marquette.